# アン・バートン
アン・バートン（Ann Burton、1933年3月4日 - 1989年11月29日）は、オランダ出身のジャズ歌手。

## 生涯
1933年3月4日生まれ。出生名はヨハンナ・ラファロヴィチ（Johanna Rafalowicz）。母親は1930年ごろにポーランドからオランダに移住した人物。ヨハンナが生まれた3年後に、ダイヤモンド職人と結婚した。
1938年、ヨハンナは継父の姓を受け継ぎ、1971年に再びラファロヴィチに改姓するまで、ヨハンナ・デ・パウ（Johanna de Paauw）の名を本名とした。第二次世界大戦中、彼女の家族はドイツ占領下のオランダでユダヤ人迫害に遭い、彼女は身を隠した。母と継父はナチスの強制収容所を生き延びた。しかし、家庭は崩壊し、両親は親権を奪われた。母のポーランド国籍を持っていたヨハンナは、1957年にオランダ国籍を取得した。
ヨハンナは歌のレッスンを受けたことはなかったが、ドリス・デイ、ジョー・スタッフォード、ローズマリー・クルーニー、エラ・フィッツジェラルド、サラ・ヴォーンなどのアメリカの歌手の歌を聴いていた。その後、ビリー・ホリデイやシャーリー・ホーンに影響を受けた。音楽の世界を志した彼女は、1955年頃に俳優のリチャード・バートンにちなんでアン・バートンという名前を名乗る。
アン・バートンはルクセンブルクで歌手としてのキャリアをスタートさせた。彼女はバンドリーダーのジョニー・ミルストンフォード（Johnny Millstonford）と一緒に歌い、ドイツに駐留するアメリカ兵のためにテッド・パウダー（Ted Powder）のオーケストラとともにクラブに出演した。
1958年夏にはピアニストのピア・ベック（Pia Beck）のカルテットでスヘフェニンゲンで歌い、1960年にはサックス奏者のピエ・ノールディクとともにスペインやモロッコでツアーを行った。オランダに戻った彼女は再びスヘフェニンゲンで歌う。1965年、彼女はデッカ・レコードのためにフランス・エルセンのトリオと一緒にシングル盤を制作した。その後、ラムセス・シャフィ率いるグループ「Shaffy Chantant」に参加。
1960年代後半、彼女はレコード会社「アートーン（Artone）」のディレクター、ジョン・J・ヴィス（John J. Vis）に注目され、1967年にファースト・アルバム『ブルー・バートン』を制作した。このアルバムでは、ルイス・ヴァン・ダイク、ジャクエス・スコルス、ジョン・エンゲルスのトリオにピエ・ノールディクが加わり、伴奏を務めた。彼女は人気を博し、このアルバムは1969年にエジソン・アワードを受賞した。1969年と1972年にはさらに数枚のレコードがリリースされた。
1973年の初来日以来、生涯でのべ4度来日（1973年、1974年、1977年、1980年）。佐藤允彦との共演盤『バイ・マイセルフ・アローン』のように、日本でも数枚アルバムを制作した。1970年代の終わりにはニューヨークで活動し、アルバムを制作する。その中には、歌手のヘレン・メリルプロデュースのもと、グラディ・テイトやバスター・ウィリアムスと共演した作品もあった。1979年発表のアルバム『ニューヨークの想い』でエジソン・アワードを受賞。1980年代には自身のレーベル「バートーン（Burtone）」を立ち上げ、アルバムをリリース。1986年から1988年にかけてアムステルダム音楽院で教鞭をとる。
1989年11月29日、喉の癌のため死去。56歳没。

## ディスコグラフィ

### アルバム
- 『ブルー・バートン』 - Blue Burton (1967年、Artone) ※with ルイス・ヴァン・ダイク・トリオ
- 『バラード&バートン』 - Ballads & Burton (1969年、Artone) ※with ルイス・ヴァン・ダイク
- 『シングス・フォー・ラヴァーズ』 - Ann Burton Sings For Lovers And Other Strangers (1972年、CBS)
- 『ミスティ』 - Misty Burton (1973年、Epic) ※with ケン・マッカーシー・トリオ
- 『バイ・マイセルフ・アローン』 - By Myself Alone (1974年、East Wind)
- 『ヒーズ・ファニー・ザット・ウェイ』 - He's Funny That Way (1977年、Lob)
- 『雨の日と月曜日は』 - Burton For Certain (1977年、Trio)
- 『ニューヨークの想い』 - New York State Of Mind (1980年、CBS)
- Some Other Spring (1980年、Lob)
- 『アム・アイ・ブルー』 - Am I Blue (1981年、Keytone)
- 『恋の如く』 - It Might As Well Be Love (1984年、Turning Point)
- 『エブリシング・ハプンズ (ラスト・アルバム)』 - Everything Happens (1998年、Burtone)
- 『スカイラーク』 - Skylark (1999年、Absord Music Japan)
- 『ザッツ・オール』 - That's All. Historic TROS Sesjun Radio Broadcast From 1987 (2004年、Blue Jack Jazz) ※アン・バートン&マーク・マーフィ ミーツ・ザ・アジェビーク・トリオ名義
- 『ラフィング・アット・ライフ〜ウィズ・ルイス・ヴァン・ダイク』 - Laughing At Life - Louis van Dijk Sessions (2010年、Fab.)
- 『メモリアル・アルバム 1966-1988』 - Remember 1966-1988 (2011年、Fab.)
- 『1980〜オン・ザ・センチメンタル・サイド』 - On The Sentimental Side (2011年、Fab.)
- 『アン・バートンの夜 - 宵のひととき』 - A Lovely Way To Spend An Evening (2014年、Fab.) ※1977年ライブ録音
- 『フライ・ミー・トゥ・ザ・ムーン』 - "Early" Burton & More - Fly Me To The Moon (2020年、Blue Jack Jazz)

### コンピレーション・アルバム
- 『ミス・アン・バートン』 - Miss Ann Burton (1970年、Epic)
- 『ゴールド・ディスク』 - Gold Disc (1973年、Epic)
- Collection (1976年、Artone Holland) ※with ルイス・ヴァン・ダイク・トリオ
- Collage (1981年、CBS) ※ジャケットには『皆様に愛を』と日本語が書かれている
- Collection (1985年、CBS) ※with ルイス・ヴァン・ダイク
- Her American Recordings (1989年、Burtone)
- 『ベスト・セレクション (ジャパン・レコーディングス)』 - Best Selection - Japan Recordings (2004年、AMJ)
- 『ベスト・セレクション (NY・オランダ・レコーディングス)』 - Best Selection - New York & Holland Recordings (2005年、AMJ)
- 『ヒーズ・ファニー・ザット・ウェイ〜ロブスター・レコーディングス』 - He's Funny That Way (2009年、Fab.)
- 『アーリー・ブルー』 - Early Blue 1958-1968 (2020年、Nederlands Jazz Archief)

## 伝記
- Anneke Muller. Blue Burton. Schoorl: Conserve, 1999. ISBN nummer 90-5429-129-X

## 参照
1. ↑  Wet tot naturalisatie van Georg Bibikow en 17 anderen, Memorie van Toelichting
2. ↑  “Archived copy”. 2016年7月24日時点のオリジナルよりアーカイブ。2016年8月30日閲覧。

- Ann Burton official website
- Liner notes to "Blue Burton" with bio